# Kenéz Ernő (operaénekes)
Kenéz Ernő (Hódmezővásárhely, 1922. december 24. – Hódmezővásárhely, 1998. február 1.) magyar opera- és operetténekes (tenor). Számos operai lírai és spinto főszerep mellett gyakran fellépett operettekben is. 
Második felesége Chiovini Márta hangversenymester, hegedűművész volt, Bécsbe emigrálása után Heka Etelka írónőt vette feleségül.

## Élete[1]
Az általános iskolát a sóshalmi tanyasi iskolában végezte, a középiskolát az orosházi mezőgazdasági középiskolában kezdte el, de a hódmezővásárhelyi Bethlen Gábor Gimnáziumban érettségizett. A Szegedi Tudományegyetemen a Gyógyszerészeti Karon szerzett diplomát, és utána Röszkén helyezkedett el gyógyszerészként. 1947-ben a szegedi Állami Konzervatóriumban tanult Luigi Renzi tanítványaként. Első feleségétől, Zakar Zsuzsától, két gyermeke született, elváltak, és 1950-ben Paulusz Elemér szegedi karmester karolta fel.
1952-ben szerződtette a Magyar Állami Operaház. Szeptember 19-én debütált a Pillangókisasszony Pinkertonjaként. Az 1962–63 évadban megvált tőle az intézmény, utoljára június 29-én egy másik Puccini-opera, a Turandot Altoum császáraként lépett fel. Ez év őszétől 1965-ig a kecskeméti Katona József Színház, majd az Állami Déryné Színház tagja lett.
Az 1956-ban készült Gábor diák c. magyar filmben Zenthe Ferenc énekhangja volt.
1971-ben engedéllyel Bécsbe költözött, ahol utolsó feleségével, Kenéz Heka Etelkával egy éttermet vezettek, de röviddel halála előtt hazatért szülővárosába.
Emlékét három dombormű is őrzi szülővárosában. Özvegye adományozott egyet egykori középiskolájának, 1998. december 19-én utolsó lakhelyén, a Szeremlei Sámuel utca 11. kapuja mellett az ugyancsak vásárhelyi szobrász, Návai Sándor alkotását leplezték le (az épület udvarán emlékszobája is van), 2013. október 3-án a Vásárhelyi Őszi Hetek kezdeteként a Bessenyei Ferenc Művelődési Központ helyi hírességeket bemutató panteonjában három muzsikus domborművét, Antal Imre zongoraművészét, Ilosfalvy Róbert tenoristáét és a szintén Heka Etelka adományozta Kenézét, Lantos Györgyi alkotását avatták fel.
A pályatárs Erdész Zsuzsa így emlékezett rá:
Kenéz Ernő nagyon jó modorú, kedves, intrikamentes kolléga volt. Megjelenése kifogástalan, mondhatni szép ember volt, és ez nagy szerepek megjelenítésére predesztinálta. Hangja kellemes lírai tenor jelleggel bírt, de hősi szerepek eléneklésére kényszerítették, és ez káros hatással volt a hangjára. Jó modora miatt nem tudott harcolni, így gyorsan ívelő karrierje félbeszakadt. Ezen a pályán nemcsak tehetségesnek, erőszakosnak is kell lenni. Sajnos, ő ezzel nem rendelkezett.

## Színházi szerepei
- Ludwig van Beethoven: Fidelio – Első fogoly
- Georges Bizet: Carmen – Don José
- Benjamin Britten: Peter Grimes – Horace Adams
- Gaetano Donizetti: Lammermoori Lucia – Lord Artur Bucklaw
- Erkel Ferenc: Bánk bán – Ottó
- Farkas Ferenc: Csínom Palkó – címszerep
- Charles Gounod: Faust – címszerep
- Kodály Zoltán: Háry János... – Ebelasztin lovag
- Lehár Ferenc: A víg özvegy – Vicomte Cascade
- Julij Szerhijovics Mejtusz: Az Ifjú Gárda – Oleg Kosevoj
- Wolfgang Amadeus Mozart: A varázsfuvola – Fiatal pap; Első őrtálló
- Modeszt Petrovics Muszorgszkij: Borisz Godunov – Grigorij; Hruscsov
- Modeszt Petrovics Muszorgszkij: Hovanscsina – Andrej Hovanszkij herceg
- Poldini Ede: Farsangi lakodalom – Első úrfi
- Giacomo Puccini: Pillangókisasszony – B. F. Pinkerton
- Giacomo Puccini: Tosca – Mario Cavaradossi
- Giacomo Puccini: Turandot – Altoum császár
- Ribáry Antal: Lajos király válik – Lajos király [ősbemutató]
- Gioachino Rossini: Tell Vilmos – Rudolf
- Ifj. Johann Strauss: A cigánybáró – Barinkay Sándor
- Id. Johann Strauss–Majorossy Aladár: Bécsi diákok – Strauss János
- Richard Strauss: Salome – Narraboth
- Richard Strauss: A rózsalovag – Faninal udvarmestere
- Eugen Suchoň: Örvény – Ondrej
- Giuseppe Verdi: Rigoletto – Borsa
- Giuseppe Verdi: Simon Boccanegra – Az íjászok kapitánya
- Giuseppe Verdi: Otello – Cassio
- Richard Wagner: Tannhäuser... – Heinrich der Schreiber
- Richard Wagner: Trisztán és Izolda – Melot
- Richard Wagner: A nürnbergi mesterdalnokok – Ulrich Eißlinger
- Carl Zeller: A madarász – Porkoláb; Ádám

## Filmszerepek
- Gábor diák (Zenthe Ferenc énekhangja) (1956)